# Cosmarium punctulatum
Cosmarium punctulatum  là một loài Song tinh tảo trong họ Desmidiaceae, thuộc chi Cosmarium.